# Едуард Енгелман
Едуард Енгелман (Беч, 14. јул 1864 — Беч, 31. октобар 1944) био је аустријски клизач у уметничком клизању, инжењер, и бициклиста. Три пута је освајао златну медаљу на европском првенству у уметничком клизању. Имао је троје деце и све троје су касније постали клизачи: Еди, Хелена и Кристина, која је постала жена Карл Шеферу.

## Остала такмичења у уметничком клизању
Олимпијске игре и Светско првенство у уметничком клизању није још постојало у Енгелманово доба.
Европско првенство у уметничком клизању
- 1892. у Бечу – Прво место
- 1893. у Берлину – Прво место
- 1894. у Бечу – Прво место

## Инжењер
Енгелман је студирао на Бечком универзитету технологије. Помогао је стварању "Kraftwerk Wienerbruck" централе, "Landessiechenanstalt Oberhollabrunn" болнице, и био је менаџер Niederösterreichischen Eisenbahnamtes.
Године 1909, створио је прву вештачку ледену површину на земљи. Године 1912, у Бечу ствара за тадашње појмове највећу ледену површину у Европи. Двадесет година касније, 1932, клизиште достиже површину од 3.000 m². Касније ствара још једно клизиште у будимпешти 1922. године.
Године 1944, кратко после његове смрти, клизалиште које је отворио бива бомбардовано и потпуно уништено. После Другог светског рата је опет изграђено и отворено 1946. Данас на истој локацији је и супермаркет која од 1974 у себи има и вештачку клизачку површину.

## Остало
Као бициклиста, Енгелман је био један од оснивача "Wiener Cyclisten-Clubs" (Бициклисточког клуба Беча). Победио је на првенству бициклиста аматера три пута у Немачкој.